# Metonomastus bosniensis
Metonomastus bosniensis är en mångfotingart som först beskrevs av Karl Wilhelm Verhoeff 1901.  Metonomastus bosniensis ingår i släktet Metonomastus och familjen orangeridubbelfotingar. Inga underarter finns listade i Catalogue of Life.